# حفرة قطران

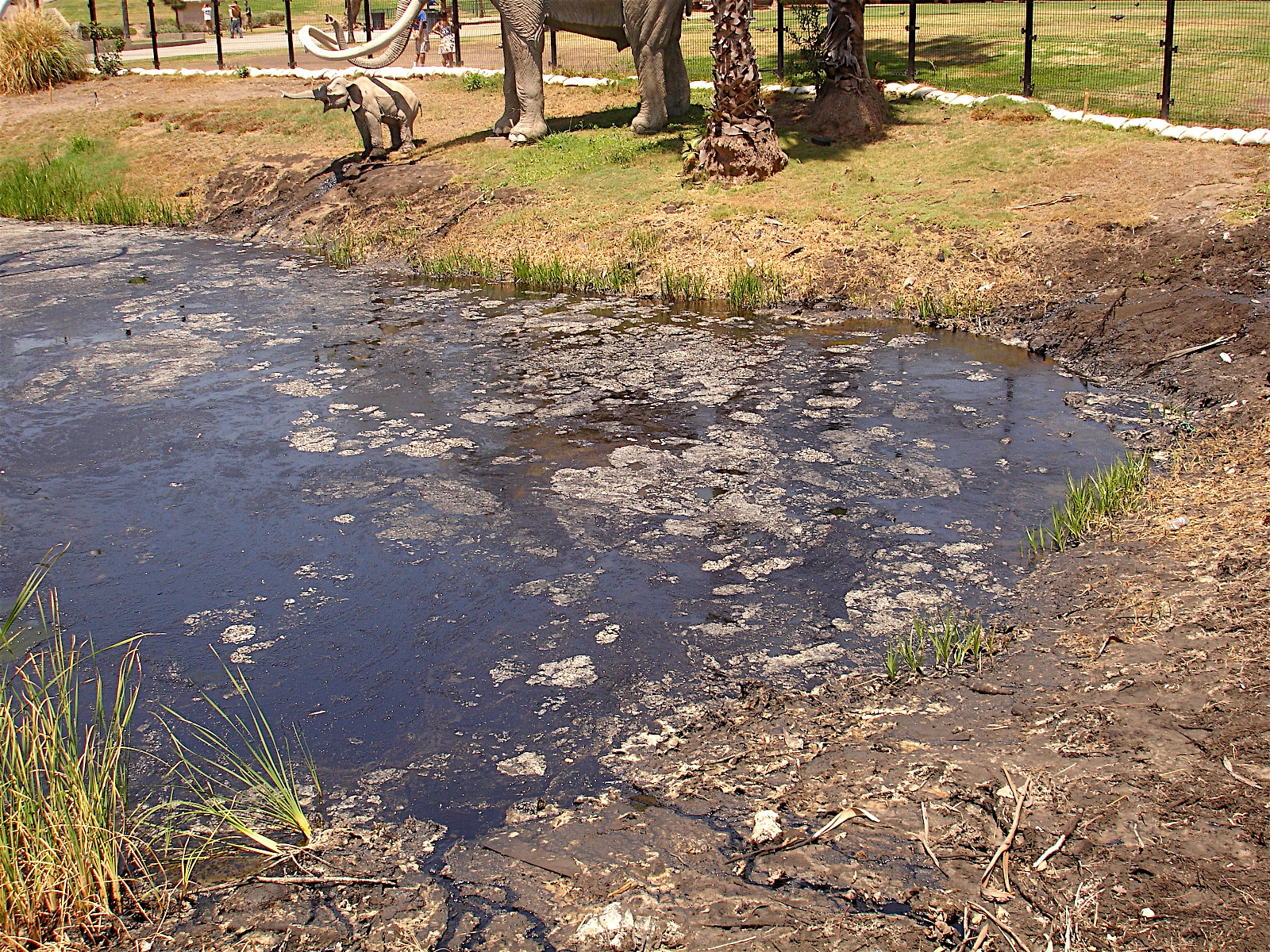
حفر قطران لابريا، كاليفورنيا

حفرة القطران أو حفرة القار أو الأكثر دقة حفرة الأسفلت أو بحيرة الأسفلت، هي نتيجة لنوع من تسرب البترول حيث تتسرب الرواسب الجوفية الأسفلتية إلى السطح خالقة مساحة كبيرة من الأسفلت الطبيعي، وهذا يحدث نتيجة لتبخر العناصر الخفيفة من المواد التي تصل إلى السطح تاركة الأسفلت السميك فقط.